# The Best of Both Worlds (album de R. Kelly et Jay-Z)
Pour les articles homonymes, voir The Best of Both Worlds.
Albums par R. Kelly & Jay-Z
Unfinished Business
(2004)
Albums par Jay-Z
Chapter One: Greatest Hits
(2002) The Blueprint²: The Gift & The Curse
(2002)
Albums par R. Kelly
TP-2.com
(2000) Chocolate Factory
(2003)
Singles
1. Honey
Sortie : 16 janvier 2002
2. Take You Home With Me
Sortie : 21 mai 2002

The Best of Both Worlds est un album studio collaboratif de R. Kelly et Jay-Z, sorti en 2002.
Les deux artistes se réuniront deux ans plus tard pour Unfinished Business.

## Liste des titres
| No  | Titre                                | Auteur                                                                  | Compositeur(s)        | Durée |
| --- | ------------------------------------ | ----------------------------------------------------------------------- | --------------------- | ----- |
| 1.  | The Best of Both Worlds              | S. Carter, R. Kelly, D. Wesley                                          | Megahertz             | 3:12  |
| 2.  | Take You Home with Me a.k.a. Body    | S. Carter, R. Kelly, S. Barnes, J.C. Olivier                            | R. Kelly, Poke & Tone | 3:35  |
| 3.  | Break Up to Make Up                  | S. Carter, R. Kelly                                                     | R. Kelly, Poke & Tone | 4:08  |
| 4.  | It Ain't Personal                    | S. Carter, R. Kelly                                                     | R. Kelly, Poke & Tone | 4:24  |
| 5.  | The Streets                          | S. Carter, R. Kelly                                                     | R. Kelly              | 4:34  |
| 6.  | Green Light (featuring Beanie Sigel) | S. Carter, R. Kelly, D. Grant                                           | R. Kelly, Tone (co.)  | 2:48  |
| 7.  | Naked (seulement R. Kelly)           | R. Kelly                                                                | R. Kelly              | 3:08  |
| 8.  | Shake Ya Body (featuring Lil' Kim)   | S. Carter, R. Kelly, K. Jones, S. Barnes, J.C. Olivier                  | R. Kelly, Poke & Tone | 3:19  |
| 9.  | Somebody's Girl                      | S. Carter, R. Kelly, S. Barnes, J.C. Olivier                            | R. Kelly, Poke & Tone | 3:41  |
| 10. | Get This Money                       | S. Carter, R. Kelly                                                     | R. Kelly, Tone (co.)  | 3:04  |
| 11. | Shorty                               | S. Carter, R. Kelly, S. Barnes, J.C. Olivier                            | R. Kelly, Poke & Tone | 4:10  |
| 12. | Honey (featuring the Bee Gees)       | S. Carter, R. Kelly, S. Barnes, J.C. Olivier, M. Gibb, B. Gibb, R. Gibb | R. Kelly, Poke & Tone | 4:02  |
| 13. | Pussy (featuring Devin the Dude)     | S. Carter, R. Kelly                                                     | Charlemagne           | 4:50  |

## Samples
- Honey contient un sample de Love You Inside Out des Bee Gees[6].
- Pussy contient un sample de Mama Feelgood de Lyn Collins.

## Classements
| Classements / Pays (2002)        | Meilleure position |
| -------------------------------- | ------------------ |
| Billboard 200                    | 2                  |
| Billboard Top R&B/Hip-Hop Albums | 1                  |
| Allemagne                        | 22                 |
| Australie                        | 100                |
| Canadian Albums Chart            | 19                 |
| Suède                            | 42                 |
| Pays-Bas                         | 12                 |
| Autriche                         | 73                 |
| UK Albums Chart                  | 37                 |
| France                           | 20                 |